# 生物圏保護区
生物圏保護区（せいぶつけんほごく）は、ユネスコの「人間と生物圏計画」(Programme on Man and the Biosphere ; MAB計画) に基づいて成立した国際的な指定保護区の名称。生物圏保存地域（せいぶつけんほぞんちいき）とも呼ぶ。また、日本国内ではユネスコエコパークの呼称が用いられている。「生物圏保護区世界ネットワーク」には、2023年6月現在で134か国の748ヶ所の保護区が登録されている（うち23ヶ所は国境を越える「越境生物圏保護区」）。

2007年の各国の生物圏保護区数
注意：国ごとに計数されているので、複数の国に広がる保護区は重複計上されている。

## 履歴
1970年に開始された「人間と生物圏計画」は、14の研究分野を対象としている。その中の一つが「自然地域とそこに存在する遺伝物質の保護研究」である。その実現のため「生物圏保護区世界ネットワーク」と「生物保護区」を構築することが、1974年に提示された。

## 意義・対象域
「生物圏保護区世界ネットワークの法的枠組み」(The Statutory Framework of the World Network of Biosphere Reserves) によれば、生物圏保護区は、人間と生物圏との相互間の均衡が取れた関係を明示すると同時に進展させるために創設された。生物圏保護区は複数の生態系を含んでいる必要があり、したがって地上・沿岸部・海洋の生態系の組み合せから構成されると、この枠組みの第4条に規定されている。生物圏保護区が設定されると、そこでの生態系や生物多様性を保持することが求められる。

## 設定

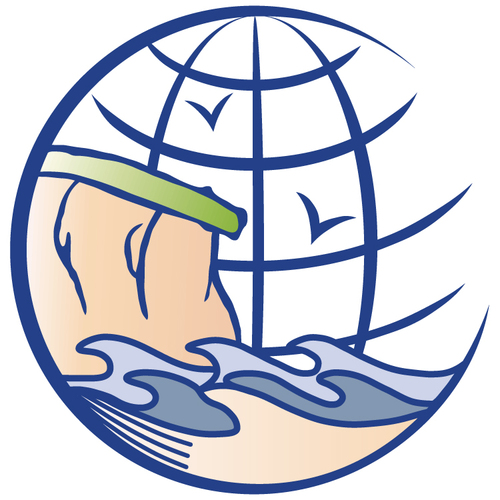
生物圏保護区のロゴ

保護区の設定は、法的に保護される中核地域 (core area)、保護の妨げになる活動が禁じられている緩衝地域 (buffer area)、許可を得た活動は認められる移行地域 (transition zone) の3層に分かれている。この地域区分けは、地元の利益となるように自然資源の持続可能な使用を行う観点から導入されたものである。また、保護区内の活動には、それを支えるような適切な調査やモニタリング、教育、訓練などが要請されている。
以上は、アジェンダ21や生物の多様性に関する条約などの国際的合意を履行していくための手段である。

## 登録要件
具体的な登録要件は以下のとおり。
1. 重要な生物群集を持つ地域で、保護された中核地域を含む。
2. 異なった管理がなされている複数の地域を含む。
3. 調査、教育、訓練に対してサポート態勢を取れる。
4. 法律上の適切な保護がある。

## 審議
ユネスコが年に一回主催する生物圏保護区国際諮問委員会（IACBR）によって登録・抹消などが審査される。

## 生物圏保護区の一覧
公式サイトによる。国名は2023年現在のもの。
| 区分                               | 国                             | エコパーク名                                                                   | 登録年 |
| ---------------------------------- | ------------------------------ | ------------------------------------------------------------------------------ | ------ |
| アフリカ                           | コンゴ民主共和国               | ヤンガンビ生物圏保護区                                                         | 1976   |
| アフリカ                           | コンゴ民主共和国               | ルキ生物圏保護区                                                               | 1976   |
| アフリカ                           | 中央アフリカ                   | バス・ロバイェ生物圏保護区                                                     | 1977   |
| アフリカ                           | コンゴ共和国                   | オザラ生物圏保護区                                                             | 1977   |
| アフリカ                           | コートジボワール               | タイ生物圏保護区                                                               | 1977   |
| アフリカ                           | モーリシャス                   | ブラックリバー渓谷・ベルオンブル生物圏保護区                                   | 1977   |
| アフリカ                           | ナイジェリア                   | オモ生物圏保護区                                                               | 1977   |
| アフリカ                           | ケニア                         | ケニア山生物圏保護区                                                           | 1978   |
| アフリカ                           | ケニア                         | クラル山生物圏保護区                                                           | 1978   |
| アフリカ                           | カメルーン                     | ワザ生物圏保護区                                                               | 1979   |
| アフリカ                           | 中央アフリカ                   | バミンギ・バンゴラン生物圏保護区                                               | 1979   |
| アフリカ                           | ケニア                         | マリンディ・ワタム・アラブコ・ソコケ生物圏保護区                               | 1979   |
| アフリカ                           | セネガル                       | サンバ・ディア生物圏保護区                                                     | 1979   |
| アフリカ                           | ウガンダ                       | クイーン・エリザベス生物圏保護区                                               | 1979   |
| アフリカ                           | ギニア                         | ニンバ山生物圏保護区                                                           | 1980   |
| アフリカ                           | ギニア                         | ジアマ山塊生物圏保護区                                                         | 1980   |
| アフリカ                           | ケニア                         | キウンガ生物圏保護区                                                           | 1980   |
| アフリカ                           | セネガル                       | サルーム・デルタ生物圏保護区                                                   | 1980   |
| アフリカ                           | カメルーン                     | ベヌエ生物圏保護区                                                             | 1981   |
| アフリカ                           | カメルーン                     | ジャー生物圏保護区                                                             | 1981   |
| アフリカ                           | セネガル                       | ニョコロ＝コバ生物圏保護区                                                     | 1981   |
| アフリカ                           | タンザニア                     | マニャラ湖生物圏保護区                                                         | 1981   |
| アフリカ                           | タンザニア                     | セレンゲティ・ンゴロンゴロ生物圏保護区                                         | 1981   |
| アフリカ                           | コンゴ民主共和国               | ルフィラ生物圏保護区                                                           | 1982   |
| アフリカ                           | マリ                           | ブクル・デュ・バウレ生物圏保護区                                               | 1982   |
| アフリカ                           | コートジボワール               | コモエ生物圏保護区                                                             | 1983   |
| アフリカ                           | ガボン                         | イパッサ・マコク生物圏保護区                                                   | 1983   |
| アフリカ                           | ガーナ                         | ビア生物圏保護区                                                               | 1983   |
| アフリカ                           | ルワンダ                       | 火山生物圏保護区                                                               | 1983   |
| アフリカ                           | ベナン                         | パンジャリ生物圏保護区                                                         | 1986   |
| アフリカ                           | ブルキナファソ                 | カバの湖生物圏保護区                                                           | 1986   |
| アフリカ                           | コンゴ共和国                   | ディモニカ生物圏保護区                                                         | 1988   |
| アフリカ                           | マダガスカル                   | 北マナナラ生物圏保護区                                                         | 1990   |
| アフリカ                           | ケニア                         | アンボセリ生物圏保護区                                                         | 1991   |
| アフリカ                           | ベナン                         | 複合W・アルリ・パンジャリ生物圏保護区                                          | 2020   |
| アフリカ                           | ブルキナファソ                 | 複合W・アルリ・パンジャリ生物圏保護区                                          | 2020   |
| アフリカ                           | ニジェール                     | 複合W・アルリ・パンジャリ生物圏保護区                                          | 2020   |
| アフリカ                           | ギニアビサウ                   | ボロマ・ビジャゴス生物圏保護区                                                 | 1996   |
| アフリカ                           | ニジェール                     | アイルとテネレ生物圏保護区                                                     | 1997   |
| アフリカ                           | 南アフリカ共和国               | コッヘルベルフ生物圏保護区                                                     | 1998   |
| アフリカ                           | マラウイ                       | ムランジェ山生物圏保護区                                                       | 2000   |
| アフリカ                           | 南アフリカ共和国               | ケープ西海岸生物圏保護区                                                       | 2000   |
| アフリカ                           | タンザニア                     | 東ウサンバラ生物圏保護区                                                       | 2000   |
| アフリカ                           | マダガスカル                   | サハマラザ・ラダマ諸島生物圏保護区                                             | 2001   |
| アフリカ                           | 南アフリカ共和国               | バテルベルフ生物圏保護区                                                       | 2001   |
| アフリカ                           | 南アフリカ共和国               | クルーガー・トゥ渓谷群生物圏保護区                                             | 2001   |
| アフリカ                           | ギニア                         | バディアル生物圏保護区                                                         | 2002   |
| アフリカ                           | ギニア                         | オー・ニジェール生物圏保護区                                                   | 2002   |
| アフリカ                           | ケニア                         | エルゴン山生物圏保護区                                                         | 2003   |
| アフリカ                           | ウガンダ                       | エルゴン山生物圏保護区                                                         | 2003   |
| アフリカ                           | マダガスカル                   | トゥリアラ海岸生物圏保護区                                                     | 2003   |
| アフリカ                           | マラウイ                       | チルワ湖湿地生物圏保護区                                                       | 2006   |
| アフリカ                           | 南アフリカ共和国               | ケープ・ワインランド生物圏保護区                                               | 2007   |
| アフリカ                           | 南アフリカ共和国               | ベンベ生物圏保護区                                                             | 2009   |
| アフリカ                           | エチオピア                     | カファ生物圏保護区                                                             | 2010   |
| アフリカ                           | エチオピア                     | ヤユ・コーヒーの森生物圏保護区                                                 | 2010   |
| アフリカ                           | ジンバブエ                     | 中部ザンベジ生物圏保護区                                                       | 2010   |
| アフリカ                           | ガーナ                         | ソンゴル生物圏保護区                                                           | 2011   |
| アフリカ                           | トーゴ                         | オティ＝ケラン・オティ＝マンドゥーリ生物圏保護区                               | 2011   |
| アフリカ                           | エチオピア                     | シェカの森生物圏保護区                                                         | 2012   |
| アフリカ                           | サントメ・プリンシペ           | プリンシペ島生物圏保護区                                                       | 2012   |
| アフリカ                           | セネガル                       | フェルロ生物圏保護区                                                           | 2012   |
| アフリカ                           | エチオピア                     | タナ湖生物圏保護区                                                             | 2015   |
| アフリカ                           | 南アフリカ共和国               | ホウリッツ・クラスター生物圏保護区                                             | 2015   |
| アフリカ                           | 南アフリカ共和国               | マハリスベルフ生物圏保護区                                                     | 2015   |
| アフリカ                           | ガーナ                         | ボスムトゥイ湖生物圏保護区                                                     | 2016   |
| アフリカ                           | マダガスカル                   | ベロシュルメール・キリンディミッテ生物圏保護区                                 | 2016   |
| アフリカ                           | タンザニア                     | ジョザニ・チワカ湾生物圏保護区                                                 | 2016   |
| アフリカ                           | ベナン                         | モノ生物圏保護区                                                               | 2017   |
| アフリカ                           | トーゴ                         | モノ生物圏保護区                                                               | 2017   |
| アフリカ                           | エチオピア                     | マジャンの森生物圏保護区                                                       | 2017   |
| アフリカ                           | ニジェール                     | ガダベジ生物圏保護区                                                           | 2017   |
| アフリカ                           | 南アフリカ共和国               | ガーデン・ルート生物圏保護区                                                   | 2017   |
| アフリカ                           | ベナン                         | ウエメ下流部渓谷生物圏保護区                                                   | 2017   |
| アフリカ                           | ブルキナファソ                 | アルリ生物圏保護区                                                             | 2018   |
| アフリカ                           | マダガスカル                   | ツィマナンペソツェ・ノシーベアンドロカ生物圏保護区                             | 2018   |
| アフリカ                           | モザンビーク                   | キリンバス生物圏保護区                                                         | 2018   |
| アフリカ                           | 南アフリカ共和国               | マリコ生物圏保護区                                                             | 2018   |
| アフリカ                           | タンザニア                     | ゴンベ・マシト・ウガラ生物圏保護区                                             | 2018   |
| アフリカ                           | エスワティニ                   | ルボンボ生物圏保護区                                                           | 2019   |
| アフリカ                           | カーボベルデ                   | フォゴ生物圏保護区                                                             | 2020   |
| アフリカ                           | カーボベルデ                   | マイオ生物圏保護区                                                             | 2020   |
| アフリカ                           | コモロ                         | ムワリ生物圏保護区                                                             | 2020   |
| アフリカ                           | ナイジェリア                   | ハデジャ・ングル・バデ生物圏保護区                                             | 2020   |
| アフリカ                           | ナイジェリア                   | オバン生物圏保護区                                                             | 2020   |
| アフリカ                           | ナイジェリア                   | オカングォ生物圏保護区                                                         | 2020   |
| アフリカ                           | ルワンダ                       | ギシュワティ・ムクラ景観生物圏保護区                                           | 2020   |
| アフリカ                           | レソト                         | マトシェン生物圏保護区                                                         | 2021   |
| アフリカ                           | カメルーン                     | ドゥンバ＝レイ生物圏保護区                                                     | 2021   |
| アフリカ                           | チャド                         | スナ・ウラ生物圏保護区                                                         | 2022   |
| アフリカ                           | ザンビア                       | カフエ沼生物圏保護区                                                           | 2022   |
| アフリカ                           | ジンバブエ                     | チマニマニ生物圏保護区                                                         | 2022   |
| アフリカ                           | カメルーン                     | コルップ雨林生物圏保護区                                                       | 2023   |
| アフリカ                           | 中央アフリカ                   | 中央アフリカ共和国北東部保護区複合体生物圏保護区                               | 2023   |
| アフリカ                           | タンザニア                     | ルフィジ・マフィア・キビティ・キルワ生物圏保護区（ルマキ）                     | 2023   |
| アフリカ                           | セネガル                       | セネガル川デルタ生物圏保護区                                                   | 2005   |
| アラブ諸国                         | モーリタニア                   | セネガル川デルタ生物圏保護区                                                   | 2005   |
| アラブ諸国                         | チュニジア                     | ブ・ヘドマ山生物圏保護区                                                       | 1977   |
| アラブ諸国                         | チュニジア                     | シャンビ山生物圏保護区                                                         | 1977   |
| アラブ諸国                         | チュニジア                     | イシュケル生物圏保護区                                                         | 1977   |
| アラブ諸国                         | チュニジア                     | ゼンブラ・ゼンブレッタ島生物圏保護区                                           | 1977   |
| アラブ諸国                         | スーダン                       | ディンデル生物圏保護区                                                         | 1979   |
| アラブ諸国                         | スーダン                       | ラドーム生物圏保護区                                                           | 1979   |
| アラブ諸国                         | エジプト                       | オマイド生物圏保護区                                                           | 1981   |
| アラブ諸国                         | アルジェリア                   | タッシリ・ナジェール生物圏保護区                                               | 1986   |
| アラブ諸国                         | アルジェリア                   | エル・カーラ生物圏保護区                                                       | 1990   |
| アラブ諸国                         | エジプト                       | ワーディー・アラーキー生物圏保護区                                             | 1993   |
| アラブ諸国                         | アルジェリア                   | ジュルジュラ生物圏保護区                                                       | 1997   |
| アラブ諸国                         | ヨルダン                       | ダーナー生物圏保護区                                                           | 1998   |
| アラブ諸国                         | モロッコ                       | アルガネライエ生物圏保護区                                                     | 1998   |
| アラブ諸国                         | モロッコ                       | 南部モロッコのオアシス生物圏保護区                                             | 2000   |
| アラブ諸国                         | アルジェリア                   | シレーア生物圏保護区                                                           | 2002   |
| アラブ諸国                         | イエメン                       | ソコトラ諸島生物圏保護区                                                       | 2003   |
| アラブ諸国                         | アルジェリア                   | ターザ生物圏保護区                                                             | 2004   |
| アラブ諸国                         | アルジェリア                   | グーラーヤー生物圏保護区                                                       | 2004   |
| アラブ諸国                         | レバノン                       | シューフ生物圏保護区                                                           | 2005   |
| アラブ諸国                         | レバノン                       | アル・リハネ山生物圏保護区                                                     | 2007   |
| アラブ諸国                         | カタール                       | アル＝レーム生物圏保護区                                                       | 2007   |
| アラブ諸国                         | アラブ首長国連邦               | マラワハ生物圏保護区                                                           | 2007   |
| アラブ諸国                         | レバノン                       | ムーサー山生物圏保護区                                                         | 2009   |
| アラブ諸国                         | シリア                         | ラジャート生物圏保護区                                                         | 2009   |
| アラブ諸国                         | ヨルダン                       | ムージブ生物圏保護区                                                           | 2011   |
| アラブ諸国                         | イエメン                       | ブラア生物圏保護区                                                             | 2011   |
| アラブ諸国                         | アルジェリア                   | ベレズマ生物圏保護区                                                           | 2015   |
| アラブ諸国                         | アルジェリア                   | トレムセン山脈生物圏保護区                                                     | 2016   |
| アラブ諸国                         | モロッコ                       | アトラス杉生物圏保護区                                                         | 2016   |
| アラブ諸国                         | スーダン                       | アッ・ダイル山生物圏保護区                                                     | 2017   |
| アラブ諸国                         | アラブ首長国連邦               | ワーディー・ウライア生物圏保護区                                               | 2018   |
| アラブ諸国                         | リビア                         | アシャーフィーン生物圏保護区                                                   | 2021   |
| アラブ諸国                         | サウジアラビア                 | ファラサン諸島生物圏保護区                                                     | 2021   |
| アラブ諸国                         | サウジアラビア                 | ハラー・ウワイリド生物圏保護区                                                 | 2022   |
| アラブ諸国                         | モロッコ                       | 地中海大陸間生物圏保護区                                                       | 2006   |
| ヨーロッパと北米                   | スペイン                       | 地中海大陸間生物圏保護区                                                       | 2006   |
| アジア太平洋                       | イラン                         | アラスバーラーン生物圏保護区                                                   | 1976   |
| アジア太平洋                       | イラン                         | アルジャンとパリーシャーン生物圏保護区                                         | 1976   |
| アジア太平洋                       | イラン                         | ゲノー生物圏保護区                                                             | 1976   |
| アジア太平洋                       | イラン                         | ゴレスターン生物圏保護区                                                       | 1976   |
| アジア太平洋                       | イラン                         | ハラー生物圏保護区                                                             | 1976   |
| アジア太平洋                       | イラン                         | カビール生物圏保護区                                                           | 1976   |
| アジア太平洋                       | イラン                         | オルーミーイェ湖生物圏保護区                                                   | 1976   |
| アジア太平洋                       | イラン                         | ミヤーンカーレ生物圏保護区                                                     | 1976   |
| アジア太平洋                       | イラン                         | トゥーラーン生物圏保護区                                                       | 1976   |
| アジア太平洋                       | タイ                           | サカエ・ラット生物圏保護区                                                     | 1976   |
| アジア太平洋                       | オーストラリア                 | クロージンゴロング生物圏保護区                                                 | 1977   |
| アジア太平洋                       | オーストラリア                 | コジオスコ生物圏保護区                                                         | 1977   |
| アジア太平洋                       | オーストラリア                 | サウスウエスト生物圏保護区                                                     | 1977   |
| アジア太平洋                       | オーストラリア                 | マッコーリー島生物圏保護区                                                     | 1977   |
| アジア太平洋                       | オーストラリア                 | プリンス・リージェント生物圏保護区                                             | 1977   |
| アジア太平洋                       | オーストラリア                 | 無名生物圏保護区                                                               | 1977   |
| アジア太平洋                       | オーストラリア                 | ウルル生物圏保護区                                                             | 1977   |
| アジア太平洋                       | オーストラリア                 | ヤソン生物圏保護区                                                             | 1977   |
| アジア太平洋                       | オーストラリア                 | リバーランド生物圏保護区                                                       | 1977   |
| アジア太平洋                       | インドネシア                   | チボダス生物圏保護区                                                           | 1977   |
| アジア太平洋                       | インドネシア                   | コモド生物圏保護区                                                             | 1977   |
| アジア太平洋                       | インドネシア                   | ロレ・リンドゥー生物圏保護区                                                   | 1977   |
| アジア太平洋                       | インドネシア                   | タンジュン・プティン生物圏保護区                                               | 1977   |
| アジア太平洋                       | フィリピン                     | プエルト・ガレラ生物圏保護区                                                   | 1977   |
| アジア太平洋                       | スリランカ                     | フルル生物圏保護区                                                             | 1977   |
| アジア太平洋                       | タイ                           | ハウイ・タック・テック生物圏保護区                                             | 1977   |
| アジア太平洋                       | タイ                           | マエサー・コグマー生物圏保護区                                                 | 1977   |
| アジア太平洋                       | オーストラリア                 | フィッツジェラルド生物圏保護区                                                 | 1978   |
| アジア太平洋                       | キルギス                       | サリ・チェレク生物圏保護区                                                     | 1978   |
| アジア太平洋                       | パキスタン                     | ラール・スハーンラー生物圏保護区                                               | 1978   |
| アジア太平洋                       | スリランカ                     | シンハラジャ生物圏保護区                                                       | 1978   |
| アジア太平洋                       | トルクメニスタン               | レペテク生物圏保護区                                                           | 1978   |
| アジア太平洋                       | ウズベキスタン                 | チャトカル山生物圏保護区                                                       | 1978   |
| アジア太平洋                       | 中華人民共和国                 | 長白山生物圏保護区                                                             | 1979   |
| アジア太平洋                       | 中華人民共和国                 | 鼎湖山生物圏保護区                                                             | 1979   |
| アジア太平洋                       | 中華人民共和国                 | 臥龍生物圏保護区                                                               | 1979   |
| アジア太平洋                       | 日本                           | 白山生物圏保護区                                                               | 1980   |
| アジア太平洋                       | 日本                           | 大台ヶ原、大峰山と大杉谷生物圏保護区                                           | 1980   |
| アジア太平洋                       | 日本                           | 志賀高原生物圏保護区                                                           | 1980   |
| アジア太平洋                       | 日本                           | 屋久島と口永良部島生物圏保護区                                                 | 1980   |
| アジア太平洋                       | オーストラリア                 | ハッタ・クルキーンとマレー・クルキーン生物圏保護区                             | 1981   |
| アジア太平洋                       | オーストラリア                 | ウィルソンズ・プロモントリー生物圏保護区                                       | 1981   |
| アジア太平洋                       | インドネシア                   | レウセル山生物圏保護区                                                         | 1981   |
| アジア太平洋                       | インドネシア                   | シベルト生物圏保護区                                                           | 1981   |
| アジア太平洋                       | 大韓民国                       | 雪岳山生物圏保護区                                                             | 1982   |
| アジア太平洋                       | 中華人民共和国                 | 梵浄山生物圏保護区                                                             | 1986   |
| アジア太平洋                       | 中華人民共和国                 | シリンゴル生物圏保護区                                                         | 1987   |
| アジア太平洋                       | 中華人民共和国                 | 武夷山生物圏保護区                                                             | 1987   |
| アジア太平洋                       | 朝鮮民主主義人民共和国         | 白頭山生物圏保護区                                                             | 1989   |
| アジア太平洋                       | 中華人民共和国                 | ボゴダ生物圏保護区                                                             | 1990   |
| アジア太平洋                       | 中華人民共和国                 | 神農架生物圏保護区                                                             | 1990   |
| アジア太平洋                       | モンゴル                       | 大ゴビ生物圏保護区                                                             | 1990   |
| アジア太平洋                       | フィリピン                     | パラワン生物圏保護区                                                           | 1990   |
| アジア太平洋                       | 中華人民共和国                 | 塩城生物圏保護区                                                               | 1992   |
| アジア太平洋                       | 中華人民共和国                 | シーサンパンナ生物圏保護区                                                     | 1993   |
| アジア太平洋                       | 中華人民共和国                 | 茂蘭生物圏保護区                                                               | 1996   |
| アジア太平洋                       | 中華人民共和国                 | 天目山生物圏保護区                                                             | 1996   |
| アジア太平洋                       | モンゴル                       | ボグド・ハーン山生物圏保護区                                                   | 1996   |
| アジア太平洋                       | カンボジア                     | トンレサップ生物圏保護区                                                       | 1997   |
| アジア太平洋                       | 中華人民共和国                 | 豊林生物圏保護区                                                               | 1997   |
| アジア太平洋                       | 中華人民共和国                 | 九寨溝生物圏保護区                                                             | 1997   |
| アジア太平洋                       | タイ                           | ラノーン生物圏保護区                                                           | 1997   |
| アジア太平洋                       | 中華人民共和国                 | 南麂諸島生物圏保護区                                                           | 1998   |
| アジア太平洋                       | 中華人民共和国                 | 山口マングローブ生物圏保護区                                                   | 2000   |
| アジア太平洋                       | 中華人民共和国                 | 白水江生物圏保護区                                                             | 2000   |
| アジア太平洋                       | 中華人民共和国                 | 高黎貢山生物圏保護区                                                           | 2000   |
| アジア太平洋                       | 中華人民共和国                 | 黄龍生物圏保護区                                                               | 2000   |
| アジア太平洋                       | インド                         | ニルギリ生物圏保護区                                                           | 2000   |
| アジア太平洋                       | 中華人民共和国                 | 宝天曼生物圏保護区                                                             | 2001   |
| アジア太平洋                       | 中華人民共和国                 | 賽罕烏拉生物圏保護区                                                           | 2001   |
| アジア太平洋                       | インド                         | マンナール湾生物圏保護区                                                       | 2001   |
| アジア太平洋                       | インド                         | スンダルバン生物圏保護区                                                       | 2001   |
| アジア太平洋                       | キルギス                       | イシク・クル生物圏保護区                                                       | 2001   |
| アジア太平洋                       | ベトナム                       | カンゾ・マングローブ生物圏保護区                                               | 2001   |
| アジア太平洋                       | ベトナム                       | ドンナイ生物圏保護区                                                           | 2001   |
| アジア太平洋                       | オーストラリア                 | モーニントン半島とウェスタン・ポート生物圏保護区                               | 2002   |
| アジア太平洋                       | 中華人民共和国                 | ダライ湖生物圏保護区                                                           | 2002   |
| アジア太平洋                       | 大韓民国                       | 済州島生物圏保護区                                                             | 2002   |
| アジア太平洋                       | モンゴル                       | ホスタイ山脈生物圏保護区                                                       | 2002   |
| アジア太平洋                       | 中華人民共和国                 | 五大連池生物圏保護区                                                           | 2003   |
| アジア太平洋                       | 中華人民共和国                 | 亜丁生物圏保護区                                                               | 2003   |
| アジア太平洋                       | 中華人民共和国                 | 仏坪生物圏保護区                                                               | 2004   |
| アジア太平洋                       | 中華人民共和国                 | チョモランマ生物圏保護区                                                       | 2004   |
| アジア太平洋                       | インド                         | ナンダ・デビ生物圏保護区                                                       | 2004   |
| アジア太平洋                       | 朝鮮民主主義人民共和国         | 九月山生物圏保護区                                                             | 2004   |
| アジア太平洋                       | スリランカ                     | カンネリヤ・デディヤガラ・ナキヤデニヤ生物圏保護区                             | 2004   |
| アジア太平洋                       | ベトナム                       | カットバー生物圏保護区                                                         | 2004   |
| アジア太平洋                       | ベトナム                       | 紅河デルタ生物圏保護区                                                         | 2004   |
| アジア太平洋                       | オーストラリア                 | バーキンジ生物圏保護区                                                         | 2005   |
| アジア太平洋                       | ミクロネシア連邦               | ウトウェ生物圏保護区                                                           | 2005   |
| アジア太平洋                       | モンゴル                       | ドルノド・モンゴル生物圏保護区                                                 | 2005   |
| アジア太平洋                       | パラオ                         | ガレメドゥー生物圏保護区                                                       | 2005   |
| アジア太平洋                       | スリランカ                     | ブンダラ生物圏保護区                                                           | 2005   |
| アジア太平洋                       | ベトナム                       | キエンザン生物圏保護区                                                         | 2006   |
| アジア太平洋                       | オーストラリア                 | ヌーサ生物圏保護区                                                             | 2007   |
| アジア太平洋                       | 中華人民共和国                 | 車八嶺生物圏保護区                                                             | 2007   |
| アジア太平洋                       | 中華人民共和国                 | 興凱湖生物圏保護区                                                             | 2007   |
| アジア太平洋                       | ミクロネシア連邦               | アンツ環礁生物圏保護区                                                         | 2007   |
| アジア太平洋                       | モンゴル                       | モンゴル・ダグーリ生物圏保護区                                                 | 2007   |
| アジア太平洋                       | ベトナム                       | ゲアン西部生物圏保護区                                                         | 2007   |
| アジア太平洋                       | オーストラリア                 | グレート・サンディ生物圏保護区                                                 | 2009   |
| アジア太平洋                       | インド                         | ノクレク生物圏保護区                                                           | 2009   |
| アジア太平洋                       | インド                         | パチマリ生物圏保護区                                                           | 2009   |
| アジア太平洋                       | インド                         | シミリパール生物圏保護区                                                       | 2009   |
| アジア太平洋                       | インドネシア                   | ギアムシアクケチル・バトゥ山生物圏保護区                                       | 2009   |
| アジア太平洋                       | 朝鮮民主主義人民共和国         | 妙香山生物圏保護区                                                             | 2009   |
| アジア太平洋                       | 大韓民国                       | 新安多島海生物圏保護区                                                         | 2009   |
| アジア太平洋                       | マレーシア                     | チニ湖生物圏保護区                                                             | 2009   |
| アジア太平洋                       | ベトナム                       | カマウ岬生物圏保護区                                                           | 2009   |
| アジア太平洋                       | ベトナム                       | チャム諸島・ホイアン生物圏保護区                                               | 2009   |
| アジア太平洋                       | イラン                         | デナー生物圏保護区                                                             | 2010   |
| アジア太平洋                       | 大韓民国                       | 光陵の森生物圏保護区                                                           | 2010   |
| アジア太平洋                       | 中華人民共和国                 | 猫児山生物圏保護区                                                             | 2011   |
| アジア太平洋                       | モルディブ                     | バー環礁生物圏保護区                                                           | 2011   |
| アジア太平洋                       | 中華人民共和国                 | 井岡山自然保護区                                                               | 2012   |
| アジア太平洋                       | 中華人民共和国                 | 牛背梁自然保護区                                                               | 2012   |
| アジア太平洋                       | インド                         | アチャナクマル・アマルカンタク生物圏保護区                                     | 2012   |
| アジア太平洋                       | インドネシア                   | ワカトビ生物圏保護区                                                           | 2012   |
| アジア太平洋                       | 日本                           | 綾生物圏保護区                                                                 | 2012   |
| アジア太平洋                       | カザフスタン                   | コルガルジン生物圏保護区                                                       | 2012   |
| アジア太平洋                       | 中華人民共和国                 | 蛇島・老鉄山生物圏保護区                                                       | 2013   |
| アジア太平洋                       | インド                         | 大ニコバル生物圏保護区                                                         | 2013   |
| アジア太平洋                       | カザフスタン                   | アラコル生物圏保護区                                                           | 2013   |
| アジア太平洋                       | 大韓民国                       | 高敞生物圏保護区                                                               | 2013   |
| アジア太平洋                       | パキスタン                     | ジアーラット・ビャクシンの森生物圏保護区                                       | 2013   |
| アジア太平洋                       | 日本                           | 南アルプス生物圏保護区                                                         | 2014   |
| アジア太平洋                       | 日本                           | 只見生物圏保護区                                                               | 2014   |
| アジア太平洋                       | カザフスタン                   | アク・ジャイク生物圏保護区                                                     | 2014   |
| アジア太平洋                       | 朝鮮民主主義人民共和国         | 七宝山生物圏保護区                                                             | 2014   |
| アジア太平洋                       | マレーシア                     | クロッカー山脈生物圏保護区                                                     | 2014   |
| アジア太平洋                       | 中華人民共和国                 | 汗馬生物圏保護区                                                               | 2015   |
| アジア太平洋                       | インドネシア                   | ブロモ・テングル・スメル＝アルジュノ生物圏保護区                               | 2015   |
| アジア太平洋                       | インドネシア                   | タカボネラテ・スラヤール諸島生物圏保護区                                       | 2015   |
| アジア太平洋                       | イラン                         | タング・エ・サヤードとサブズクーフ生物圏保護区                                 | 2015   |
| アジア太平洋                       | カザフスタン                   | アクス・ジャバグリ生物圏保護区                                                 | 2015   |
| アジア太平洋                       | ミャンマー                     | インレー湖生物圏保護区                                                         | 2015   |
| アジア太平洋                       | ベトナム                       | ランビャン生物圏保護区                                                         | 2015   |
| アジア太平洋                       | インド                         | アガスチャマラ生物圏保護区                                                     | 2016   |
| アジア太平洋                       | インドネシア                   | ブランバンガン生物圏保護区                                                     | 2016   |
| アジア太平洋                       | イラン                         | ハームーン生物圏保護区                                                         | 2016   |
| アジア太平洋                       | カザフスタン                   | バルサケルメス生物圏保護区                                                     | 2016   |
| アジア太平洋                       | フィリピン                     | アルバイ生物圏保護区                                                           | 2016   |
| アジア太平洋                       | 日本                           | みなかみ生物圏保護区                                                           | 2017   |
| アジア太平洋                       | 日本                           | 祖母・傾・大崩生物圏保護区                                                     | 2017   |
| アジア太平洋                       | カザフスタン                   | アルティン・エメル生物圏保護区                                                 | 2017   |
| アジア太平洋                       | カザフスタン                   | カラタウ生物圏保護区                                                           | 2017   |
| アジア太平洋                       | ミャンマー                     | インドジー生物圏保護区                                                         | 2017   |
| アジア太平洋                       | 中華人民共和国                 | 黄山生物圏保護区                                                               | 2018   |
| アジア太平洋                       | インド                         | カンチェンゾンガ生物圏保護区                                                   | 2018   |
| アジア太平洋                       | インドネシア                   | ベルバク・センビラン生物圏保護区                                               | 2018   |
| アジア太平洋                       | インドネシア                   | ベトゥンケリフン・ダナウスンタルム・カプアスフル生物圏保護区                   | 2018   |
| アジア太平洋                       | インドネシア                   | リンジャニ・ロンボク生物圏保護区                                               | 2018   |
| アジア太平洋                       | イラン                         | コペト・ダグ生物圏保護区                                                       | 2018   |
| アジア太平洋                       | カザフスタン                   | チャリン生物圏保護区                                                           | 2018   |
| アジア太平洋                       | カザフスタン                   | ジョンガル生物圏保護区                                                         | 2018   |
| アジア太平洋                       | 朝鮮民主主義人民共和国         | 金剛山生物圏保護区                                                             | 2018   |
| アジア太平洋                       | 大韓民国                       | 順天生物圏保護区                                                               | 2018   |
| アジア太平洋                       | インドネシア                   | サレ・モヨ・タンボラ生物圏保護区                                               | 2019   |
| アジア太平洋                       | インドネシア                   | トジョ・ウナウナのトギアン生物圏保護区                                         | 2019   |
| アジア太平洋                       | 日本                           | 甲武信生物圏保護区                                                             | 2019   |
| アジア太平洋                       | 大韓民国                       | 江原エコ・ピース生物圏保護区                                                   | 2019   |
| アジア太平洋                       | 大韓民国                       | 漣川臨津江生物圏保護区                                                         | 2019   |
| アジア太平洋                       | インド                         | パンナ生物圏保護区                                                             | 2020   |
| アジア太平洋                       | インドネシア                   | ブナケン・タンココ・ミナハサ生物圏保護区                                       | 2020   |
| アジア太平洋                       | インドネシア                   | カリムンジャワ・ジュパラ・ムリア生物圏保護区                                   | 2020   |
| アジア太平洋                       | インドネシア                   | ムラピ・ムルバブ・ムノレ生物圏保護区                                           | 2020   |
| アジア太平洋                       | カザフスタン                   | アルマトイ生物圏保護区                                                         | 2020   |
| アジア太平洋                       | カザフスタン                   | 西アルタイ生物圏保護区                                                         | 2020   |
| アジア太平洋                       | モルディブ                     | アッドゥ環礁生物圏保護区                                                       | 2020   |
| アジア太平洋                       | モルディブ                     | フバムラ生物圏保護区                                                           | 2020   |
| アジア太平洋                       | モンゴル                       | トソン・ホルスタイ生物圏保護区                                                 | 2020   |
| アジア太平洋                       | カザフスタン                   | コルサイ湖群生物圏保護区                                                       | 2021   |
| アジア太平洋                       | 大韓民国                       | 莞島諸島生物圏保護区                                                           | 2021   |
| アジア太平洋                       | マレーシア                     | ペナンの丘生物圏保護区                                                         | 2021   |
| アジア太平洋                       | タイ                           | チェンダーオ山生物圏保護区                                                     | 2021   |
| アジア太平洋                       | ウズベキスタン                 | アムダリヤ下流部州立生物圏保護区                                               | 2021   |
| アジア太平洋                       | ベトナム                       | ヌイチュア生物圏保護区                                                         | 2021   |
| アジア太平洋                       | ベトナム                       | コンハーヌン生物圏保護区                                                       | 2021   |
| アジア太平洋                       | オーストラリア                 | サンシャイン・コースト生物圏保護区                                             | 2022   |
| アジア太平洋                       | カザフスタン                   | ブラバイ生物圏保護区                                                           | 2022   |
| アジア太平洋                       | カザフスタン                   | マルカコル湖生物圏保護区                                                       | 2022   |
| アジア太平洋                       | モンゴル                       | フブスグル湖生物圏保護区                                                       | 2022   |
| アジア太平洋                       | インドネシア                   | バンティムルン・ブルサラウン・マルパンヌ生物圏保護区                           | 2023   |
| アジア太平洋                       | モンゴル                       | オノン・バルジ生物圏保護区                                                     | 2023   |
| アジア太平洋                       | パキスタン                     | チトラル・バシュカル・ガルムチャシュマ生物圏保護区                             | 2023   |
| アジア太平洋                       | パキスタン                     | ガリース生物圏保護区                                                           | 2023   |
| アジア太平洋およびヨーロッパと北米 | カザフスタン                   | 大アルタイ生物圏保護区                                                         | 2017   |
| アジア太平洋およびヨーロッパと北米 | ロシア                         | 大アルタイ生物圏保護区                                                         | 2017   |
| アジア太平洋およびヨーロッパと北米 | モンゴル                       | ウブス湖盆地生物圏保護区                                                       | 2021   |
| アジア太平洋およびヨーロッパと北米 | ロシア                         | ウブス湖盆地生物圏保護区                                                       | 2021   |
| ヨーロッパと北米                   | モンテネグロ                   | タラ川渓谷生物圏保護区                                                         | 1976   |
| ヨーロッパと北米                   | ノルウェー                     | 北東スバールバル生物圏保護区                                                   | 1976   |
| ヨーロッパと北米                   | ポーランド                     | バビア山生物圏保護区                                                           | 1976   |
| ヨーロッパと北米                   | ポーランド                     | ビャウォビエジャ生物圏保護区                                                   | 1976   |
| ヨーロッパと北米                   | ポーランド                     | マズールィ湖沼群生物圏保護区                                                   | 1976   |
| ヨーロッパと北米                   | ポーランド                     | スウォビンスキー生物圏保護区                                                   | 1976   |
| ヨーロッパと北米                   | イギリス                       | ウエスター・ロス生物圏保護区                                                   | 1976   |
| ヨーロッパと北米                   | イギリス                       | ノース・デボン生物圏保護区                                                     | 1976   |
| ヨーロッパと北米                   | イギリス                       | ドルイディベグ湖生物圏保護区                                                   | 1976   |
| ヨーロッパと北米                   | イギリス                       | ムーアハウス・上ティーズデール生物圏保護区                                     | 1976   |
| ヨーロッパと北米                   | イギリス                       | ノース・ノーフォーク海岸生物圏保護区                                           | 1976   |
| ヨーロッパと北米                   | アメリカ合衆国                 | アリューシャン諸島生物圏保護区                                                 | 1976   |
| ヨーロッパと北米                   | アメリカ合衆国                 | ビーバー・クリーク生物圏保護区                                                 | 1976   |
| ヨーロッパと北米                   | アメリカ合衆国                 | ビッグ・ベンド生物圏保護区                                                     | 1976   |
| ヨーロッパと北米                   | アメリカ合衆国                 | カスケード・ヘッド生物圏保護区                                                 | 1976   |
| ヨーロッパと北米                   | アメリカ合衆国                 | 中央平原生物圏保護区                                                           | 1976   |
| ヨーロッパと北米                   | アメリカ合衆国                 | チャンネル諸島生物圏保護区                                                     | 1976   |
| ヨーロッパと北米                   | アメリカ合衆国                 | コラム生物圏保護区                                                             | 1976   |
| ヨーロッパと北米                   | アメリカ合衆国                 | デナリ生物圏保護区                                                             | 1976   |
| ヨーロッパと北米                   | アメリカ合衆国                 | 砂漠生物圏保護区                                                               | 1976   |
| ヨーロッパと北米                   | アメリカ合衆国                 | エバーグレーズとドライ・トートゥガス生物圏保護区                               | 1976   |
| ヨーロッパと北米                   | アメリカ合衆国                 | フレーザー生物圏保護区                                                         | 1976   |
| ヨーロッパと北米                   | アメリカ合衆国                 | 大陸生態系の頂点生物圏保護区                                                   | 1976   |
| ヨーロッパと北米                   | アメリカ合衆国                 | H・J・アンドリューズ生物圏保護区                                               | 1976   |
| ヨーロッパと北米                   | アメリカ合衆国                 | ハバード・ブルック生物圏保護区                                                 | 1976   |
| ヨーロッパと北米                   | アメリカ合衆国                 | ホルナダ生物圏保護区                                                           | 1976   |
| ヨーロッパと北米                   | アメリカ合衆国                 | ルキジョ生物圏保護区                                                           | 1976   |
| ヨーロッパと北米                   | アメリカ合衆国                 | ノアタック生物圏保護区                                                         | 1976   |
| ヨーロッパと北米                   | アメリカ合衆国                 | オリンピック生物圏保護区                                                       | 1976   |
| ヨーロッパと北米                   | アメリカ合衆国                 | オルガン・パイプ・サボテン生物圏保護区                                         | 1976   |
| ヨーロッパと北米                   | アメリカ合衆国                 | ロッキー山脈生物圏保護区                                                       | 1976   |
| ヨーロッパと北米                   | アメリカ合衆国                 | サン・ディマス生物圏保護区                                                     | 1976   |
| ヨーロッパと北米                   | アメリカ合衆国                 | サン・ホアキン生物圏保護区                                                     | 1976   |
| ヨーロッパと北米                   | アメリカ合衆国                 | セコイア・キングズキャニオン生物圏保護区                                       | 1976   |
| ヨーロッパと北米                   | アメリカ合衆国                 | スタニスラウス・トゥオルミ生物圏保護区                                         | 1976   |
| ヨーロッパと北米                   | アメリカ合衆国                 | スリー・シスターズ生物圏保護区                                                 | 1976   |
| ヨーロッパと北米                   | アメリカ合衆国                 | バージン諸島生物圏保護区                                                       | 1976   |
| ヨーロッパと北米                   | アメリカ合衆国                 | イエローストーン・グランドティトン生物圏保護区                                 | 1976   |
| ヨーロッパと北米                   | オーストリア                   | ゴッセンケレ湖生物圏保護区                                                     | 1977   |
| ヨーロッパと北米                   | オーストリア                   | グルグラー山生物圏保護区                                                       | 1977   |
| ヨーロッパと北米                   | オーストリア                   | ウンター・ロバウ生物圏保護区                                                   | 1977   |
| ヨーロッパと北米                   | オーストリア                   | ノイジードル湖生物圏保護区                                                     | 1977   |
| ヨーロッパと北米                   | ブルガリア                     | アリボトゥシュ生物圏保護区                                                     | 1977   |
| ヨーロッパと北米                   | ブルガリア                     | ビストリシコ・ブラニシテ生物圏保護区                                           | 1977   |
| ヨーロッパと北米                   | ブルガリア                     | ドゥプカタ生物圏保護区                                                         | 1977   |
| ヨーロッパと北米                   | ブルガリア                     | ドゥプキ・ジンジリツァ生物圏保護区                                             | 1977   |
| ヨーロッパと北米                   | ブルガリア                     | カムチヤ生物圏保護区                                                           | 1977   |
| ヨーロッパと北米                   | ブルガリア                     | クペナ生物圏保護区                                                             | 1977   |
| ヨーロッパと北米                   | ブルガリア                     | マンタリツァ生物圏保護区                                                       | 1977   |
| ヨーロッパと北米                   | ブルガリア                     | マリチニ湖群生物圏保護区                                                       | 1977   |
| ヨーロッパと北米                   | ブルガリア                     | ウズンボジャク生物圏保護区                                                     | 1977   |
| ヨーロッパと北米                   | ブルガリア                     | パランガリツァ生物圏保護区                                                     | 1977   |
| ヨーロッパと北米                   | ブルガリア                     | スレバルナ生物圏保護区                                                         | 1977   |
| ヨーロッパと北米                   | ブルガリア                     | チェルベナタ・ステナ生物圏保護区                                               | 1977   |
| ヨーロッパと北米                   | ブルガリア                     | チュプレネ生物圏保護区                                                         | 1977   |
| ヨーロッパと北米                   | クロアチア                     | ベレビト山脈生物圏保護区                                                       | 1977   |
| ヨーロッパと北米                   | チェコ                         | クシボクラーツコ生物圏保護区                                                   | 1977   |
| ヨーロッパと北米                   | チェコ                         | トジェボニ盆地生物圏保護区                                                     | 1977   |
| ヨーロッパと北米                   | デンマーク                     | 北東グリーンランド生物圏保護区                                                 | 1977   |
| ヨーロッパと北米                   | フランス                       | ファカラバ・コミューン生物圏保護区                                             | 1977   |
| ヨーロッパと北米                   | フランス                       | ファラソルマ・ドゥイ＝セビ生物圏保護区                                         | 1977   |
| ヨーロッパと北米                   | フランス                       | カマルグ・ローヌ川三角州生物圏保護区                                           | 1977   |
| ヨーロッパと北米                   | イタリア                       | コッレメルッチョとモンテディメッツォ・アルト・モリーゼ生物圏保護区             | 1977   |
| ヨーロッパと北米                   | イタリア                       | チルチェーオ生物圏保護区                                                       | 1977   |
| ヨーロッパと北米                   | スロバキア                     | スロバキア・カルスト生物圏保護区                                               | 1977   |
| ヨーロッパと北米                   | スペイン                       | グラサレマ山脈生物圏保護区                                                     | 1977   |
| ヨーロッパと北米                   | スペイン                       | オルデサ・ビニャマラ生物圏保護区                                               | 1977   |
| ヨーロッパと北米                   | イギリス                       | ダビー・バイオスフィア生物圏保護区                                             | 1977   |
| ヨーロッパと北米                   | イギリス                       | テイニッシュ生物圏保護区                                                       | 1977   |
| ヨーロッパと北米                   | ベラルーシ                     | ベレジンスキー生物圏保護区                                                     | 1978   |
| ヨーロッパと北米                   | カナダ                         | モン・サン＝ティレール生物圏保護区                                             | 1978   |
| ヨーロッパと北米                   | ロシア                         | カフカス生物圏保護区                                                           | 1978   |
| ヨーロッパと北米                   | ロシア                         | シホテ・アリニ生物圏保護区                                                     | 1978   |
| ヨーロッパと北米                   | ロシア                         | 中央黒土生物圏保護区                                                           | 1978   |
| ヨーロッパと北米                   | スペイン                       | モンセニ生物圏保護区                                                           | 1978   |
| ヨーロッパと北米                   | アメリカ合衆国                 | コンザ・プレーリー生物圏保護区                                                 | 1978   |
| ヨーロッパと北米                   | カナダ                         | ウォータートン生物圏保護区                                                     | 1979   |
| ヨーロッパと北米                   | ドイツ                         | エルベ川の風景生物圏保護区                                                     | 1979   |
| ヨーロッパと北米                   | ドイツ                         | テューリンゲンの森生物圏保護区                                                 | 1979   |
| ヨーロッパと北米                   | ハンガリー                     | アグテレク生物圏保護区                                                         | 1979   |
| ヨーロッパと北米                   | ハンガリー                     | ホルトバージ生物圏保護区                                                       | 1979   |
| ヨーロッパと北米                   | ハンガリー                     | キシュクンシャーグ生物圏保護区                                                 | 1979   |
| ヨーロッパと北米                   | ハンガリー                     | フェルテー湖生物圏保護区                                                       | 1979   |
| ヨーロッパと北米                   | イタリア                       | ミラマーレ生物圏保護区                                                         | 1979   |
| ヨーロッパと北米                   | ルーマニア                     | ピエトロスル・マレ生物圏保護区                                                 | 1979   |
| ヨーロッパと北米                   | ルーマニア                     | レテザト生物圏保護区                                                           | 1979   |
| ヨーロッパと北米                   | ロシア                         | プリオクスコ・テラスニイ生物圏保護区                                           | 1979   |
| ヨーロッパと北米                   | スイス                         | バルミュスタイル・国立公園生物圏保護区                                         | 1979   |
| ヨーロッパと北米                   | アメリカ合衆国                 | ニウォット尾根生物圏保護区                                                     | 1979   |
| ヨーロッパと北米                   | アメリカ合衆国                 | ミシガン大学生物学研究基地生物圏保護区                                         | 1979   |
| ヨーロッパと北米                   | アメリカ合衆国                 | バージニア海岸生物圏保護区                                                     | 1979   |
| ヨーロッパと北米                   | ハンガリー                     | ピリシュ山脈生物圏保護区                                                       | 1980   |
| ヨーロッパと北米                   | スペイン                       | ドニャーナ生物圏保護区                                                         | 1980   |
| ヨーロッパと北米                   | スペイン                       | マンチャ湿地生物圏保護区                                                       | 1980   |
| ヨーロッパと北米                   | アメリカ合衆国                 | ハワイ諸島生物圏保護区                                                         | 1980   |
| ヨーロッパと北米                   | アメリカ合衆国                 | ロイヤル島生物圏保護区                                                         | 1980   |
| ヨーロッパと北米                   | ドイツ                         | バイエルンの森生物圏保護区                                                     | 1981   |
| ヨーロッパと北米                   | ギリシャ                       | サマリア渓谷生物圏保護区                                                       | 1981   |
| ヨーロッパと北米                   | ギリシャ                       | オリンポス山生物圏保護区                                                       | 1981   |
| ヨーロッパと北米                   | アイルランド                   | ダブリン湾生物圏保護区                                                         | 1981   |
| ヨーロッパと北米                   | ポルトガル                     | ボキロボ湿地生物圏保護区                                                       | 1981   |
| ヨーロッパと北米                   | アメリカ合衆国                 | ビッグ・シキット生物圏保護区                                                   | 1981   |
| ヨーロッパと北米                   | アメリカ合衆国                 | グアニカ生物圏保護区                                                           | 1981   |
| ヨーロッパと北米                   | アイルランド                   | ケリー生物圏保護区                                                             | 1982   |
| ヨーロッパと北米                   | スペイン                       | カソルラ山脈、セグラ山脈とラス・ビジャス生物圏保護区                           | 1983   |
| ヨーロッパと北米                   | スペイン                       | オディエル干潟生物圏保護区                                                     | 1983   |
| ヨーロッパと北米                   | スペイン                       | ラ・パルマ生物圏保護区                                                         | 1983   |
| ヨーロッパと北米                   | アメリカ合衆国                 | カリフォルニア海岸山脈生物圏保護区                                             | 1983   |
| ヨーロッパと北米                   | アメリカ合衆国                 | アパラチコーラ生物圏保護区                                                     | 1983   |
| ヨーロッパと北米                   | アメリカ合衆国                 | コンガリー生物圏保護区                                                         | 1983   |
| ヨーロッパと北米                   | フランス                       | セベンヌ生物圏保護区                                                           | 1984   |
| ヨーロッパと北米                   | ロシア                         | アストラハン生物圏保護区                                                       | 1984   |
| ヨーロッパと北米                   | ロシア                         | クロノツキー生物圏保護区                                                       | 1984   |
| ヨーロッパと北米                   | ロシア                         | ラップランド生物圏保護区                                                       | 1984   |
| ヨーロッパと北米                   | ロシア                         | ペチョロ・イルィチ生物圏保護区                                                 | 1984   |
| ヨーロッパと北米                   | ロシア                         | サヤノ・シュシェンスキー生物圏保護区                                           | 1984   |
| ヨーロッパと北米                   | ロシア                         | ソホンド生物圏保護区                                                           | 1984   |
| ヨーロッパと北米                   | ロシア                         | ボロネジ生物圏保護区                                                           | 1984   |
| ヨーロッパと北米                   | スペイン                       | ウルダイバイ生物圏保護区                                                       | 1984   |
| ヨーロッパと北米                   | ウクライナ                     | 黒海生物圏保護区                                                               | 1984   |
| ヨーロッパと北米                   | アメリカ合衆国                 | モハーベとコロラド砂漠生物圏保護区                                             | 1984   |
| ヨーロッパと北米                   | ロシア                         | 中央森林生物圏保護区                                                           | 1985   |
| ヨーロッパと北米                   | ウクライナ                     | アスカニヤ・ノバ生物圏保護区                                                   | 1985   |
| ヨーロッパと北米                   | カナダ                         | ロング・ポイント生物圏保護区                                                   | 1986   |
| ヨーロッパと北米                   | カナダ                         | ライディング山生物圏保護区                                                     | 1986   |
| ヨーロッパと北米                   | チェコ                         | モラバ下流部生物圏保護区                                                       | 1986   |
| ヨーロッパと北米                   | オランダ                       | ワッデン海区域生物圏保護区                                                     | 1986   |
| ヨーロッパと北米                   | ロシア                         | オカ生物圏保護区                                                               | 1986   |
| ヨーロッパと北米                   | ロシア                         | バイカル生物圏保護区                                                           | 1986   |
| ヨーロッパと北米                   | ロシア                         | バルグジン生物圏保護区                                                         | 1986   |
| ヨーロッパと北米                   | ロシア                         | 中央シベリア生物圏保護区                                                       | 1986   |
| ヨーロッパと北米                   | スペイン                       | ネバダ山脈生物圏保護区                                                         | 1986   |
| ヨーロッパと北米                   | スウェーデン                   | トーネ湖地域生物圏保護区                                                       | 1986   |
| ヨーロッパと北米                   | アメリカ合衆国                 | カロライナ・南部大西洋生物圏保護区                                             | 1986   |
| ヨーロッパと北米                   | アメリカ合衆国                 | グレイシャー湾・アドミラルティ島生物圏保護区                                   | 1986   |
| ヨーロッパと北米                   | アメリカ合衆国                 | シャンプレーン・アディロンダック生物圏保護区                                   | 1986   |
| ヨーロッパと北米                   | カナダ                         | シャルルボア生物圏保護区                                                       | 1988   |
| ヨーロッパと北米                   | フランス                       | 諸島とイロワーズ海生物圏保護区                                                 | 1988   |
| ヨーロッパと北米                   | アメリカ合衆国                 | ゴールデン・ゲート生物圏保護区                                                 | 1988   |
| ヨーロッパと北米                   | アメリカ合衆国                 | ニュージャージー松原生物圏保護区                                               | 1988   |
| ヨーロッパと北米                   | アメリカ合衆国                 | 南部アパラチア山脈生物圏保護区                                                 | 1988   |
| ヨーロッパと北米                   | カナダ                         | ナイアガラ崖線生物圏保護区                                                     | 1990   |
| ヨーロッパと北米                   | チェコ                         | シュマバ生物圏保護区                                                           | 1990   |
| ヨーロッパと北米                   | エストニア                     | 西エストニア諸島生物圏保護区                                                   | 1990   |
| ヨーロッパと北米                   | フランス                       | バントゥ山生物圏保護区                                                         | 1990   |
| ヨーロッパと北米                   | ドイツ                         | ベルヒテスガーデナー・ラント生物圏保護区                                       | 1990   |
| ヨーロッパと北米                   | ドイツ                         | ワッデン海とシュレースビヒ＝ホルシュタイン州ハリゲン諸島生物圏保護区           | 1990   |
| ヨーロッパと北米                   | ドイツ                         | ショルフハイデ・コリーン生物圏保護区                                           | 1990   |
| ヨーロッパと北米                   | スロバキア                     | ポリャナ生物圏保護区                                                           | 1990   |
| ヨーロッパと北米                   | アメリカ合衆国                 | マンモス・ケーブ生物圏保護区                                                   | 1990   |
| ヨーロッパと北米                   | ドイツ                         | シュプレーバルト生物圏保護区                                                   | 1991   |
| ヨーロッパと北米                   | ドイツ                         | 南東リューゲン生物圏保護区                                                     | 1991   |
| ヨーロッパと北米                   | ドイツ                         | レーン生物圏保護区                                                             | 1991   |
| ヨーロッパと北米                   | アメリカ合衆国                 | 湖の間の土地生物圏保護区                                                       | 1991   |
| ヨーロッパと北米                   | チェコ                         | クルコノシェ・カルコノシェ生物圏保護区                                         | 1992   |
| ヨーロッパと北米                   | ポーランド                     | クルコノシェ・カルコノシェ生物圏保護区                                         | 1992   |
| ヨーロッパと北米                   | フィンランド                   | 北カルヤラ生物圏保護区                                                         | 1992   |
| ヨーロッパと北米                   | フランス                       | グアドループ諸島生物圏保護区                                                   | 1992   |
| ヨーロッパと北米                   | ドイツ                         | ニーダーザクセン州ワッデン海生物圏保護区                                       | 1992   |
| ヨーロッパと北米                   | ドイツ                         | ハンブルク・ワッデン海生物圏保護区                                             | 1992   |
| ヨーロッパと北米                   | ポーランド                     | タトラ生物圏保護区                                                             | 1992   |
| ヨーロッパと北米                   | スロバキア                     | タトラ生物圏保護区                                                             | 1992   |
| ヨーロッパと北米                   | スペイン                       | マンサナーレス川・ロソヤ川・グアダラマ川上流部生物圏保護区                     | 1992   |
| ヨーロッパと北米                   | ウクライナ                     | カルパティア生物圏保護区                                                       | 1992   |
| ヨーロッパと北米                   | ベラルーシ                     | ベロベシュカヤ・プーシャ生物圏保護区                                           | 1993   |
| ヨーロッパと北米                   | ロシア                         | 黒い土地生物圏保護区                                                           | 1993   |
| ヨーロッパと北米                   | スペイン                       | ランサローテ生物圏保護区                                                       | 1993   |
| ヨーロッパと北米                   | スペイン                       | メノルカ生物圏保護区                                                           | 1993   |
| ヨーロッパと北米                   | フィンランド                   | 多島海域生物圏保護区                                                           | 1994   |
| ヨーロッパと北米                   | ロシア                         | タイミル生物圏保護区                                                           | 1995   |
| ヨーロッパと北米                   | スペイン                       | ラス・ニェベス山脈生物圏保護区                                                 | 1995   |
| ヨーロッパと北米                   | チェコ                         | 白カルパティ生物圏保護区                                                       | 1996   |
| ヨーロッパと北米                   | ドイツ                         | オーバーラウジッツァー・ハイデと池の風景生物圏保護区                           | 1996   |
| ヨーロッパと北米                   | イスラエル                     | カルメル山生物圏保護区                                                         | 1996   |
| ヨーロッパと北米                   | フランス                       | リュベロン・リュール生物圏保護区                                               | 1997   |
| ヨーロッパと北米                   | イタリア                       | チレントとバッロ・ディ・ディアーノ生物圏保護区                                 | 1997   |
| ヨーロッパと北米                   | イタリア                       | ソンマ・ベスビオとミリオ・ドーロ生物圏保護区                                   | 1997   |
| ヨーロッパと北米                   | ラトビア                       | 北ビゼメ生物圏保護区                                                           | 1997   |
| ヨーロッパと北米                   | ロシア                         | ダウリヤ生物圏保護区                                                           | 1997   |
| ヨーロッパと北米                   | ロシア                         | チェベルダ生物圏保護区                                                         | 1997   |
| ヨーロッパと北米                   | スペイン                       | ガタ岬・ニハル生物圏保護区                                                     | 1997   |
| ヨーロッパと北米                   | フランス                       | フォンテーヌブローとガティネ生物圏保護区                                       | 1998   |
| ヨーロッパと北米                   | フランス                       | 北部ボージュ・プフェルツァーバルト生物圏保護区                                 | 1998   |
| ヨーロッパと北米                   | ドイツ                         | 北部ボージュ・プフェルツァーバルト生物圏保護区                                 | 1998   |
| ヨーロッパと北米                   | ポーランド                     | 東カルパティア生物圏保護区                                                     | 1998   |
| ヨーロッパと北米                   | スロバキア                     | 東カルパティア生物圏保護区                                                     | 1998   |
| ヨーロッパと北米                   | ウクライナ                     | 東カルパティア生物圏保護区                                                     | 1998   |
| ヨーロッパと北米                   | ルーマニア                     | ドナウ・デルタ生物圏保護区                                                     | 1998   |
| ヨーロッパと北米                   | ウクライナ                     | ドナウ・デルタ生物圏保護区                                                     | 1998   |
| ヨーロッパと北米                   | オーストリア                   | 大バルザー渓谷生物圏保護区                                                     | 2000   |
| ヨーロッパと北米                   | カナダ                         | クラークオット・サウンド生物圏保護区                                           | 2000   |
| ヨーロッパと北米                   | カナダ                         | レッドベリー湖生物圏保護区                                                     | 2000   |
| ヨーロッパと北米                   | カナダ                         | サン＝ピエール湖生物圏保護区                                                   | 2000   |
| ヨーロッパと北米                   | カナダ                         | アロースミス山生物圏保護区                                                     | 2000   |
| ヨーロッパと北米                   | ドイツ                         | シャール湖生物圏保護区                                                         | 2000   |
| ヨーロッパと北米                   | ポーランド                     | カンピノスの森生物圏保護区                                                     | 2000   |
| ヨーロッパと北米                   | スペイン                       | エル・イエロ島生物圏保護区                                                     | 2000   |
| ヨーロッパと北米                   | スペイン                       | バルデナス・レアレス生物圏保護区                                               | 2000   |
| ヨーロッパと北米                   | スペイン                       | ムニエジョス生物圏保護区                                                       | 2000   |
| ヨーロッパと北米                   | スペイン                       | ソミエド生物圏保護区                                                           | 2000   |
| ヨーロッパと北米                   | カナダ                         | サウスウエスト・ノバ生物圏保護区                                               | 2001   |
| ヨーロッパと北米                   | ロシア                         | ネルッサ・デスニア・ポリーシャ生物圏保護区                                     | 2001   |
| ヨーロッパと北米                   | ロシア                         | ビシム生物圏保護区                                                             | 2001   |
| ヨーロッパと北米                   | ロシア                         | ボードロゼロ生物圏保護区                                                       | 2001   |
| ヨーロッパと北米                   | セルビア                       | ゴリヤ・ストゥデニツァ生物圏保護区                                             | 2001   |
| ヨーロッパと北米                   | スペイン                       | レデス生物圏保護区                                                             | 2001   |
| ヨーロッパと北米                   | スイス                         | エントレブッフ生物圏保護区                                                     | 2001   |
| ヨーロッパと北米                   | カナダ                         | サウザンド諸島・フロンテナックアーチ生物圏保護区                               | 2002   |
| ヨーロッパと北米                   | イタリア                       | ティチーノ大渓谷・ベルバーノ生物圏保護区                                       | 2002   |
| ヨーロッパと北米                   | ロシア                         | コマンドルスキー諸島生物圏保護区                                               | 2002   |
| ヨーロッパと北米                   | ロシア                         | ダービン生物圏保護区                                                           | 2002   |
| ヨーロッパと北米                   | ロシア                         | ニジェゴロド州ザボリエ生物圏保護区                                             | 2002   |
| ヨーロッパと北米                   | ロシア                         | スモレンスク湖沼群生物圏保護区                                                 | 2002   |
| ヨーロッパと北米                   | ロシア                         | ウグラ生物圏保護区                                                             | 2002   |
| ヨーロッパと北米                   | スペイン                       | モレナ山脈のデエサ生物圏保護区                                                 | 2002   |
| ヨーロッパと北米                   | スペイン                       | ミーニョ河岸段丘生物圏保護区                                                   | 2002   |
| ヨーロッパと北米                   | イタリア                       | トスカーナ諸島生物圏保護区                                                     | 2003   |
| ヨーロッパと北米                   | ロシア                         | 極東海上生物圏保護区                                                           | 2003   |
| ヨーロッパと北米                   | スロベニア                     | ジュリア・アルプス生物圏保護区                                                 | 2003   |
| ヨーロッパと北米                   | スペイン                       | ラシアナ渓谷生物圏保護区                                                       | 2003   |
| ヨーロッパと北米                   | スペイン                       | エウロパ山生物圏保護区                                                         | 2003   |
| ヨーロッパと北米                   | スペイン                       | モンフラグエ生物圏保護区                                                       | 2003   |
| ヨーロッパと北米                   | スペイン                       | フベラ、レサ、シダコスとアラマ渓谷生物圏保護区                                 | 2003   |
| ヨーロッパと北米                   | カナダ                         | ジョージア湾沿岸生物圏保護区                                                   | 2004   |
| ヨーロッパと北米                   | イタリア                       | トスカーナ沿岸の森生物圏保護区                                                 | 2004   |
| ヨーロッパと北米                   | ロシア                         | チョウセンゴヨウ渓谷生物圏保護区                                               | 2004   |
| ヨーロッパと北米                   | ロシア                         | ケーノゼロ生物圏保護区                                                         | 2004   |
| ヨーロッパと北米                   | ロシア                         | バルダイ生物圏保護区                                                           | 2004   |
| ヨーロッパと北米                   | スロベニア                     | カルスト生物圏保護区                                                           | 2004   |
| ヨーロッパと北米                   | スペイン                       | バビア生物圏保護区                                                             | 2004   |
| ヨーロッパと北米                   | オーストリア                   | ビーナーバルト生物圏保護区                                                     | 2005   |
| ヨーロッパと北米                   | ロシア                         | ハンカ生物圏保護区                                                             | 2005   |
| ヨーロッパと北米                   | スペイン                       | アジャリス地域生物圏保護区                                                     | 2005   |
| ヨーロッパと北米                   | スペイン                       | グラン・カナリア生物圏保護区                                                   | 2005   |
| ヨーロッパと北米                   | スペイン                       | リンコン山脈生物圏保護区                                                       | 2005   |
| ヨーロッパと北米                   | スペイン                       | オマーニャとルナ渓谷生物圏保護区                                               | 2005   |
| ヨーロッパと北米                   | スペイン                       | ベルネスガ上流部生物圏保護区                                                   | 2005   |
| ヨーロッパと北米                   | スペイン                       | ロス・アルグエジョス生物圏保護区                                               | 2005   |
| ヨーロッパと北米                   | スウェーデン                   | クリシャンスタード水の国生物圏保護区                                           | 2005   |
| ヨーロッパと北米                   | トルコ                         | ジャミリ生物圏保護区                                                           | 2005   |
| ヨーロッパと北米                   | ロシア                         | ボルガ中流域統合生物圏保護区                                                   | 2006   |
| ヨーロッパと北米                   | スペイン                       | ルーゴ県オス・アンカーレスとセルバンテス、ナビア、ベセレアーの山々生物圏保護区 | 2006   |
| ヨーロッパと北米                   | スペイン                       | レオン県ロス・アンカーレス生物圏保護区                                         | 2006   |
| ヨーロッパと北米                   | スペイン                       | べハル山脈とフランシア山脈生物圏保護区                                         | 2006   |
| ヨーロッパと北米                   | カナダ                         | マニクアガン・ウアピシュカ生物圏保護区                                         | 2007   |
| ヨーロッパと北米                   | カナダ                         | ファンディ生物圏保護区                                                         | 2007   |
| ヨーロッパと北米                   | ポルトガル                     | コルボ島生物圏保護区                                                           | 2007   |
| ヨーロッパと北米                   | ポルトガル                     | グラシオーザ島生物圏保護区                                                     | 2007   |
| ヨーロッパと北米                   | ロシア                         | 大ボルガ・カマ生物圏保護区                                                     | 2007   |
| ヨーロッパと北米                   | スペイン                       | エオ川、オスコスとブロン丘陵生物圏保護区                                       | 2007   |
| ヨーロッパと北米                   | ロシア                         | ロストフ生物圏保護区                                                           | 2008   |
| ヨーロッパと北米                   | ドイツ                         | ブリーズガウ生物圏保護区                                                       | 2009   |
| ヨーロッパと北米                   | ドイツ                         | シュベービッシュ・アルプ生物圏保護区                                           | 2009   |
| ヨーロッパと北米                   | ポルトガル                     | フローレス島生物圏保護区                                                       | 2009   |
| ヨーロッパと北米                   | ポルトガル                     | ゲレス・シュレス生物圏保護区                                                   | 2009   |
| ヨーロッパと北米                   | スペイン                       | ゲレス・シュレス生物圏保護区                                                   | 2009   |
| ヨーロッパと北米                   | ロシア                         | アルタイ生物圏保護区                                                           | 2009   |
| ヨーロッパと北米                   | スペイン                       | フエルテベントゥラ生物圏保護区                                                 | 2009   |
| ヨーロッパと北米                   | ウクライナ                     | デスナ生物圏保護区                                                             | 2009   |
| ヨーロッパと北米                   | ポーランド                     | トゥホラの森生物圏保護区                                                       | 2010   |
| ヨーロッパと北米                   | スロベニア                     | コジャンスコとオブソテリエ生物圏保護区                                         | 2010   |
| ヨーロッパと北米                   | スウェーデン                   | ベーネルン湖生物圏保護区                                                       | 2010   |
| ヨーロッパと北米                   | カナダ                         | ブラ・ドール湖生物圏保護区                                                     | 2011   |
| ヨーロッパと北米                   | イスラエル                     | メギド生物圏保護区                                                             | 2011   |
| ヨーロッパと北米                   | リトアニア                     | ジュビンタス生物圏保護区                                                       | 2011   |
| ヨーロッパと北米                   | ポルトガル                     | ベルレンガス生物圏保護区                                                       | 2011   |
| ヨーロッパと北米                   | ポルトガル                     | サンタナ・マデイラ生物圏保護区                                                 | 2011   |
| ヨーロッパと北米                   | ロシア                         | ボルガ・アフトゥバ氾濫原生物圏保護区                                           | 2011   |
| ヨーロッパと北米                   | スウェーデン                   | ブレーキンゲ諸島生物圏保護区                                                   | 2011   |
| ヨーロッパと北米                   | スウェーデン                   | ダール川下流部生物圏保護区                                                     | 2011   |
| ヨーロッパと北米                   | オーストリア                   | ザルツブルガー・ルンガウとケルントナー・ノック山脈生物圏保護区                 | 2012   |
| ヨーロッパと北米                   | ベラルーシ                     | 西ポリーシャ生物圏保護区                                                       | 2012   |
| ヨーロッパと北米                   | ポーランド                     | 西ポリーシャ生物圏保護区                                                       | 2012   |
| ヨーロッパと北米                   | ウクライナ                     | 西ポリーシャ生物圏保護区                                                       | 2012   |
| ヨーロッパと北米                   | フランス                       | ドルドーニュ流域生物圏保護区                                                   | 2012   |
| ヨーロッパと北米                   | ロシア                         | バシキルスキー・ウラル生物圏保護区                                             | 2012   |
| ヨーロッパと北米                   | スペイン                       | ラ・ゴメラ生物圏保護区                                                         | 2012   |
| ヨーロッパと北米                   | スペイン                       | ウビニャ山脈・ラメサ生物圏保護区                                               | 2012   |
| ヨーロッパと北米                   | スウェーデン                   | ベッテルン東岸断層崖生物圏保護区                                               | 2012   |
| ヨーロッパと北米                   | イギリス                       | ガロウェイとサウス・エアシャー生物圏保護区                                     | 2012   |
| ヨーロッパと北米                   | フランス                       | オドマロワ湖沼群生物圏保護区                                                   | 2013   |
| ヨーロッパと北米                   | フランス                       | モンビーゾ生物圏保護区                                                         | 2013   |
| ヨーロッパと北米                   | イタリア                       | モンビーゾ生物圏保護区                                                         | 2013   |
| ヨーロッパと北米                   | スペイン                       | マリーニャス・コルニェサスとマンデオ河岸段丘生物圏保護区                       | 2013   |
| ヨーロッパと北米                   | スペイン                       | レアル・シティオ・デ・サン・イルデフォンソとエル・エスピナル生物圏保護区       | 2013   |
| ヨーロッパと北米                   | スペイン                       | エブラ流域生物圏保護区                                                         | 2013   |
| ヨーロッパと北米                   | アルバニア                     | オフリド・プレスパ生物圏保護区                                                 | 2014   |
| ヨーロッパと北米                   | 北マケドニア                   | オフリド・プレスパ生物圏保護区                                                 | 2014   |
| ヨーロッパと北米                   | イタリア                       | シラ生物圏保護区                                                               | 2014   |
| ヨーロッパと北米                   | イギリス                       | ブライトンとルイス・ダウンズ生物圏保護区                                       | 2014   |
| ヨーロッパと北米                   | フランス                       | ガルドン渓谷生物圏保護区                                                       | 2015   |
| ヨーロッパと北米                   | イタリア                       | トスコ＝エミリアーノ・アペニン生物圏保護区                                     | 2015   |
| ヨーロッパと北米                   | イタリア                       | レードロ・アルプスとジュディカリア生物圏保護区                                 | 2015   |
| ヨーロッパと北米                   | イタリア                       | ポー・デルタ生物圏保護区                                                       | 2015   |
| ヨーロッパと北米                   | ポルトガル                     | メセタ・イベリカ生物圏保護区                                                   | 2015   |
| ヨーロッパと北米                   | スペイン                       | メセタ・イベリカ生物圏保護区                                                   | 2015   |
| ヨーロッパと北米                   | スペイン                       | アナガ山脈生物圏保護区                                                         | 2015   |
| ヨーロッパと北米                   | カナダ                         | ビーバー・ヒルズ生物圏保護区                                                   | 2016   |
| ヨーロッパと北米                   | カナダ                         | ツァー・トゥエ生物圏保護区                                                     | 2016   |
| ヨーロッパと北米                   | イタリア                       | ポー丘陵生物圏保護区                                                           | 2016   |
| ヨーロッパと北米                   | ポルトガル                     | サン・ジョルジェ断崖生物圏保護区                                               | 2016   |
| ヨーロッパと北米                   | ポルトガル                     | テージョ・タホ生物圏保護区                                                     | 2016   |
| ヨーロッパと北米                   | スペイン                       | テージョ・タホ生物圏保護区                                                     | 2016   |
| ヨーロッパと北米                   | イギリス                       | マン島生物圏保護区                                                             | 2016   |
| ヨーロッパと北米                   | ブルガリア                     | 中部バルカン生物圏保護区                                                       | 2017   |
| ヨーロッパと北米                   | デンマーク                     | メン生物圏保護区                                                               | 2017   |
| ヨーロッパと北米                   | ドイツ                         | 黒い森生物圏保護区                                                             | 2017   |
| ヨーロッパと北米                   | イタリア                       | テピローラ、ポザーダ川とモンタルボ生物圏保護区                                 | 2017   |
| ヨーロッパと北米                   | ポルトガル                     | カシュトロ・ベルデ生物圏保護区                                                 | 2017   |
| ヨーロッパと北米                   | ロシア                         | ハカス生物圏保護区                                                             | 2017   |
| ヨーロッパと北米                   | ロシア                         | キズリャル湾生物圏保護区                                                       | 2017   |
| ヨーロッパと北米                   | ロシア                         | メツォラ生物圏保護区                                                           | 2017   |
| ヨーロッパと北米                   | セルビア                       | バチュコ・ポドゥナブリェ生物圏保護区                                           | 2017   |
| ヨーロッパと北米                   | イタリア                       | ペーリャ山生物圏保護区                                                         | 2018   |
| ヨーロッパと北米                   | イタリア                       | カモニカ渓谷・アルトセビーノ生物圏保護区                                       | 2018   |
| ヨーロッパと北米                   | モルドバ                       | プルト下流部生物圏保護区                                                       | 2018   |
| ヨーロッパと北米                   | オランダ                       | マースヘッヘン生物圏保護区                                                     | 2018   |
| ヨーロッパと北米                   | ロシア                         | 山岳ウラル生物圏保護区                                                         | 2018   |
| ヨーロッパと北米                   | スペイン                       | ポンガ生物圏保護区                                                             | 2018   |
| ヨーロッパと北米                   | イタリア                       | ジュリア・アルプス生物圏保護区                                                 | 2019   |
| ヨーロッパと北米                   | イタリア                       | ポー・グランデ生物圏保護区                                                     | 2019   |
| ヨーロッパと北米                   | ノルウェー                     | 北ホルダラン生物圏保護区                                                       | 2019   |
| ヨーロッパと北米                   | ポーランド                     | ロストツェ・ロストーチャ生物圏保護区                                           | 2019   |
| ヨーロッパと北米                   | ウクライナ                     | ロストツェ・ロストーチャ生物圏保護区                                           | 2019   |
| ヨーロッパと北米                   | ロシア                         | エルトン湖生物圏保護区                                                         | 2019   |
| ヨーロッパと北米                   | スペイン                       | トゥリア上流部生物圏保護区                                                     | 2019   |
| ヨーロッパと北米                   | スペイン                       | ラ・シベリア生物圏保護区                                                       | 2019   |
| ヨーロッパと北米                   | スペイン                       | カブリエル渓谷生物圏保護区                                                     | 2019   |
| ヨーロッパと北米                   | スウェーデン                   | ビンデル川・ユフタータッカ生物圏保護区                                         | 2019   |
| ヨーロッパと北米                   | スウェーデン                   | ボクスナダレン生物圏保護区                                                     | 2019   |
| ヨーロッパと北米                   | イギリス                       | ワイト島生物圏保護区                                                           | 2019   |
| ヨーロッパと北米                   | アンドラ                       | オルディノ生物圏保護区                                                         | 2020   |
| ヨーロッパと北米                   | ギリシャ                       | アステルシア山脈生物圏保護区                                                   | 2020   |
| ヨーロッパと北米                   | ルクセンブルク                 | ミネット生物圏保護区                                                           | 2020   |
| ヨーロッパと北米                   | ポルトガル                     | ポルト・サント生物圏保護区                                                     | 2020   |
| ヨーロッパと北米                   | ロシア                         | コログリフの森生物圏保護区                                                     | 2020   |
| ヨーロッパと北米                   | オーストリア                   | ムール・ドラーバ・ドナウ5カ国生物圏保護区                                      | 2021   |
| ヨーロッパと北米                   | クロアチア                     | ムール・ドラーバ・ドナウ5カ国生物圏保護区                                      | 2021   |
| ヨーロッパと北米                   | ハンガリー                     | ムール・ドラーバ・ドナウ5カ国生物圏保護区                                      | 2021   |
| ヨーロッパと北米                   | セルビア                       | ムール・ドラーバ・ドナウ5カ国生物圏保護区                                      | 2021   |
| ヨーロッパと北米                   | スロベニア                     | ムール・ドラーバ・ドナウ5カ国生物圏保護区                                      | 2021   |
| ヨーロッパと北米                   | カナダ                         | ハウ・サウンド生物圏保護区                                                     | 2021   |
| ヨーロッパと北米                   | フランス                       | マルティニーク生物圏保護区                                                     | 2021   |
| ヨーロッパと北米                   | フランス                       | モゼル南部生物圏保護区                                                         | 2021   |
| ヨーロッパと北米                   | イタリア                       | グラッパ山生物圏保護区                                                         | 2021   |
| ヨーロッパと北米                   | ロシア                         | クズネツキー・アラタウ生物圏保護区                                             | 2021   |
| ヨーロッパと北米                   | ロシア                         | 大ボグド山脈生物圏保護区                                                       | 2021   |
| ヨーロッパと北米                   | スペイン                       | リベイラ・サクラ、オリビオおよびコウレル山脈生物圏保護区                       | 2021   |
| ヨーロッパと北米                   | ジョージア                     | デドプリスツカロ生物圏保護区                                                   | 2022   |
| ヨーロッパと北米                   | ジョージア                     | 3つのアラザニ川生物圏保護区                                                    | 2022   |
| ヨーロッパと北米                   | ドイツ                         | ドレムリング生物圏保護区                                                       | 2023   |
| ラテンアメリカとカリブ海           | ウルグアイ                     | 東部湿地生物圏保護区                                                           | 1976   |
| ラテンアメリカとカリブ海           | ボリビア                       | ピロン・ラハス生物圏保護区                                                     | 1977   |
| ラテンアメリカとカリブ海           | ボリビア                       | アポロバンバ統合管理生物圏保護区                                               | 1977   |
| ラテンアメリカとカリブ海           | チリ                           | フライ・ホルヘ生物圏保護区                                                     | 1977   |
| ラテンアメリカとカリブ海           | チリ                           | フアン・フェルナンデス諸島生物圏保護区                                         | 1977   |
| ラテンアメリカとカリブ海           | メキシコ                       | マピミ生物圏保護区                                                             | 1977   |
| ラテンアメリカとカリブ海           | メキシコ                       | ラ・ミチリア生物圏保護区                                                       | 1977   |
| ラテンアメリカとカリブ海           | ペルー                         | ワスカラン生物圏保護区                                                         | 1977   |
| ラテンアメリカとカリブ海           | ペルー                         | マヌー生物圏保護区                                                             | 1977   |
| ラテンアメリカとカリブ海           | チリ                           | トーレス・デル・パイネ生物圏保護区                                             | 1978   |
| ラテンアメリカとカリブ海           | チリ                           | サン・ラファエル湖とグアヤネコ諸島生物圏保護区                                 | 1979   |
| ラテンアメリカとカリブ海           | コロンビア                     | アンデスの帯生物圏保護区                                                       | 1979   |
| ラテンアメリカとカリブ海           | コロンビア                     | エル・トゥパロ生物圏保護区                                                     | 1979   |
| ラテンアメリカとカリブ海           | コロンビア                     | ネバダ・デ・サンタ・マルタ山脈生物圏保護区                                     | 1979   |
| ラテンアメリカとカリブ海           | ホンジュラス                   | プラタノ川生物圏保護区                                                         | 1979   |
| ラテンアメリカとカリブ海           | メキシコ                       | モンテス・アスレス生物圏保護区                                                 | 1979   |
| ラテンアメリカとカリブ海           | アルゼンチン                   | サン・ギジェルモ生物圏保護区                                                   | 1980   |
| ラテンアメリカとカリブ海           | チリ                           | ラウカ生物圏保護区                                                             | 1981   |
| ラテンアメリカとカリブ海           | アルゼンチン                   | ブランカ湖生物圏保護区                                                         | 1982   |
| ラテンアメリカとカリブ海           | コスタリカ                     | ラ・アミスター生物圏保護区                                                     | 1982   |
| ラテンアメリカとカリブ海           | チリ                           | アラウカリアス生物圏保護区                                                     | 1983   |
| ラテンアメリカとカリブ海           | パナマ                         | ダリエン生物圏保護区                                                           | 1983   |
| ラテンアメリカとカリブ海           | アルゼンチン                   | コステロ・デル・スル公園生物圏保護区                                           | 1984   |
| ラテンアメリカとカリブ海           | チリ                           | ラカンパーナ・ペニュエラス生物圏保護区                                         | 1984   |
| ラテンアメリカとカリブ海           | キューバ                       | ロサリオ山脈生物圏保護区                                                       | 1984   |
| ラテンアメリカとカリブ海           | エクアドル                     | ガラパゴス生物圏保護区                                                         | 1984   |
| ラテンアメリカとカリブ海           | アルゼンチン                   | ニャクニャン生物圏保護区                                                       | 1986   |
| ラテンアメリカとカリブ海           | ボリビア                       | ベニ生物圏保護区                                                               | 1986   |
| ラテンアメリカとカリブ海           | メキシコ                       | エル・シエロ生物圏保護区                                                       | 1986   |
| ラテンアメリカとカリブ海           | メキシコ                       | シアン・カアン生物圏保護区                                                     | 1986   |
| ラテンアメリカとカリブ海           | キューバ                       | トアの尾根生物圏保護区                                                         | 1987   |
| ラテンアメリカとカリブ海           | キューバ                       | グアナアカビベス生物圏保護区                                                   | 1987   |
| ラテンアメリカとカリブ海           | キューバ                       | バコナオ生物圏保護区                                                           | 1987   |
| ラテンアメリカとカリブ海           | コスタリカ                     | 中央火山山脈生物圏保護区                                                       | 1988   |
| ラテンアメリカとカリブ海           | メキシコ                       | マナントラン山脈生物圏保護区                                                   | 1988   |
| ラテンアメリカとカリブ海           | エクアドル                     | ヤスニ生物圏保護区                                                             | 1989   |
| ラテンアメリカとカリブ海           | アルゼンチン                   | ポスエロス湖生物圏保護区                                                       | 1990   |
| ラテンアメリカとカリブ海           | グアテマラ                     | マヤ生物圏保護区                                                               | 1990   |
| ラテンアメリカとカリブ海           | グアテマラ                     | ラス・ミナス山脈生物圏保護区                                                   | 1992   |
| ラテンアメリカとカリブ海           | ブラジル                       | 大西洋岸森林生物圏保護区                                                       | 1993   |
| ラテンアメリカとカリブ海           | ブラジル                       | セラード生物圏保護区                                                           | 1993   |
| ラテンアメリカとカリブ海           | メキシコ                       | カラクムル地域生物圏保護区                                                     | 1993   |
| ラテンアメリカとカリブ海           | メキシコ                       | エル・トリウンフォ生物圏保護区                                                 | 1993   |
| ラテンアメリカとカリブ海           | メキシコ                       | エル・ビスカイノ生物圏保護区                                                   | 1993   |
| ラテンアメリカとカリブ海           | メキシコ                       | カリフォルニア湾奥とエル・ピナカテ生物圏保護区                                 | 1993   |
| ラテンアメリカとカリブ海           | ベネズエラ                     | オリノコ上流部・カシキアレ生物圏保護区                                         | 1993   |
| ラテンアメリカとカリブ海           | アルゼンチン                   | ジャボティ生物圏保護区                                                         | 1995   |
| ラテンアメリカとカリブ海           | メキシコ                       | カリフォルニア湾諸島生物圏保護区                                               | 1995   |
| ラテンアメリカとカリブ海           | アルゼンチン                   | マル・チキータ生物圏保護区                                                     | 1996   |
| ラテンアメリカとカリブ海           | ニカラグア                     | ボサワス生物圏保護区                                                           | 1997   |
| ラテンアメリカとカリブ海           | アルゼンチン                   | パラナ三角州生物圏保護区                                                       | 2000   |
| ラテンアメリカとカリブ海           | アルゼンチン                   | テウキート川生物圏保護区                                                       | 2000   |
| ラテンアメリカとカリブ海           | ブラジル                       | パンタナル生物圏保護区                                                         | 2000   |
| ラテンアメリカとカリブ海           | コロンビア                     | サンタ・マルタ大湿地生物圏保護区                                               | 2000   |
| ラテンアメリカとカリブ海           | コロンビア                     | 海の花生物圏保護区                                                             | 2000   |
| ラテンアメリカとカリブ海           | キューバ                       | サパタ湿地生物圏保護区                                                         | 2000   |
| ラテンアメリカとカリブ海           | キューバ                       | ブエナビスタ生物圏保護区                                                       | 2000   |
| ラテンアメリカとカリブ海           | エクアドル                     | スマコ生物圏保護区                                                             | 2000   |
| ラテンアメリカとカリブ海           | パナマ                         | ラ・アミスター生物圏保護区                                                     | 2000   |
| ラテンアメリカとカリブ海           | パラグアイ                     | ムバラカジュの森生物圏保護区                                                   | 2000   |
| ラテンアメリカとカリブ海           | アルゼンチン                   | パラグアイ川のオカ湖と三日月湖生物圏保護区                                     | 2001   |
| ラテンアメリカとカリブ海           | ブラジル                       | カーチンガ生物圏保護区                                                         | 2001   |
| ラテンアメリカとカリブ海           | ブラジル                       | 中央アマゾン生物圏保護区                                                       | 2001   |
| ラテンアメリカとカリブ海           | メキシコ                       | ゴルダ山脈生物圏保護区                                                         | 2001   |
| ラテンアメリカとカリブ海           | アルゼンチン                   | ラス・ユンガス生物圏保護区                                                     | 2002   |
| ラテンアメリカとカリブ海           | メキシコ                       | ラ・ラグナ山脈生物圏保護区                                                     | 2003   |
| ラテンアメリカとカリブ海           | メキシコ                       | バンコ・チンチョロ生物圏保護区                                                 | 2003   |
| ラテンアメリカとカリブ海           | ニカラグア                     | サン・フアン川生物圏保護区                                                     | 2003   |
| ラテンアメリカとカリブ海           | メキシコ                       | セレストゥン・リアス生物圏保護区                                               | 2004   |
| ラテンアメリカとカリブ海           | メキシコ                       | ラガストス・リアス生物圏保護区                                                 | 2004   |
| ラテンアメリカとカリブ海           | ブラジル                       | エスピニャソ山脈生物圏保護区                                                   | 2005   |
| ラテンアメリカとカリブ海           | チリ                           | オルノス岬生物圏保護区                                                         | 2005   |
| ラテンアメリカとカリブ海           | パラグアイ                     | エル・チャコ生物圏保護区                                                       | 2005   |
| ラテンアメリカとカリブ海           | メキシコ                       | アラクラネス・サンゴ礁生物圏保護区                                             | 2006   |
| ラテンアメリカとカリブ海           | メキシコ                       | メツティトラン渓谷生物圏保護区                                                 | 2006   |
| ラテンアメリカとカリブ海           | メキシコ                       | チャメラ・クイスラマ生物圏保護区                                               | 2006   |
| ラテンアメリカとカリブ海           | メキシコ                       | クアトロシエネガス生物圏保護区                                                 | 2006   |
| ラテンアメリカとカリブ海           | メキシコ                       | モンテレイの山々生物圏保護区                                                   | 2006   |
| ラテンアメリカとカリブ海           | メキシコ                       | ワトゥルコ生物圏保護区                                                         | 2006   |
| ラテンアメリカとカリブ海           | メキシコ                       | ラ・エンクルシハダ生物圏保護区                                                 | 2006   |
| ラテンアメリカとカリブ海           | メキシコ                       | ラ・プリマベーラ生物圏保護区                                                   | 2006   |
| ラテンアメリカとカリブ海           | メキシコ                       | ラ・セプルトゥーラ生物圏保護区                                                 | 2006   |
| ラテンアメリカとカリブ海           | メキシコ                       | マドレ湖とブラーボ川三角州生物圏保護区                                         | 2006   |
| ラテンアメリカとカリブ海           | メキシコ                       | ロス・トゥストラス生物圏保護区                                                 | 2006   |
| ラテンアメリカとカリブ海           | メキシコ                       | コアウィラ州マデラス・デル・カルメン生物圏保護区                               | 2006   |
| ラテンアメリカとカリブ海           | メキシコ                       | オオカバマダラ生物圏保護区                                                     | 2006   |
| ラテンアメリカとカリブ海           | メキシコ                       | セントラの沼生物圏保護区                                                       | 2006   |
| ラテンアメリカとカリブ海           | メキシコ                       | エル・オコテ雨林生物圏保護区                                                   | 2006   |
| ラテンアメリカとカリブ海           | メキシコ                       | ワウトラ山脈生物圏保護区                                                       | 2006   |
| ラテンアメリカとカリブ海           | メキシコ                       | ベラクルス・サンゴ礁システム生物圏保護区                                       | 2006   |
| ラテンアメリカとカリブ海           | メキシコ                       | タカナ火山生物圏保護区                                                         | 2006   |
| ラテンアメリカとカリブ海           | アルゼンチン                   | アンディノ・ノルパタゴニカ生物圏保護区                                         | 2007   |
| ラテンアメリカとカリブ海           | アルゼンチン                   | ペレイラ・イラオラ生物圏保護区                                                 | 2007   |
| ラテンアメリカとカリブ海           | チリ                           | 南部アンデス温帯雨林生物圏保護区                                               | 2007   |
| ラテンアメリカとカリブ海           | コスタリカ                     | 水と平和生物圏保護区                                                           | 2007   |
| ラテンアメリカとカリブ海           | エクアドル                     | マキ・コンドル生物圏保護区                                                     | 2007   |
| ラテンアメリカとカリブ海           | エルサルバドル                 | アパネカ・イラマテペク生物圏保護区                                             | 2007   |
| ラテンアメリカとカリブ海           | エルサルバドル                 | ヒリワルティケ・ヒキリスコ生物圏保護区                                         | 2007   |
| ラテンアメリカとカリブ海           | メキシコ                       | アラモス山脈・クチュハキ川生物圏保護区                                         | 2007   |
| ラテンアメリカとカリブ海           | メキシコ                       | マリエタス諸島生物圏保護区                                                     | 2008   |
| ラテンアメリカとカリブ海           | メキシコ                       | モンテベジョ湖沼群生物圏保護区                                                 | 2009   |
| ラテンアメリカとカリブ海           | ベネズエラ                     | オリノコ三角州生物圏保護区                                                     | 2009   |
| ラテンアメリカとカリブ海           | メキシコ                       | ナア・メツァボク生物圏保護区                                                   | 2010   |
| ラテンアメリカとカリブ海           | メキシコ                       | 火山群生物圏保護区                                                             | 2010   |
| ラテンアメリカとカリブ海           | メキシコ                       | マリアス諸島生物圏保護区                                                       | 2010   |
| ラテンアメリカとカリブ海           | ニカラグア                     | オメテペ島生物圏保護区                                                         | 2010   |
| ラテンアメリカとカリブ海           | ペルー                         | オクサパンパ・アシャニンカ・ヤネッシャ生物圏保護区                             | 2010   |
| ラテンアメリカとカリブ海           | チリ                           | ネバドスデチジャン・ラハ湖生物学的回廊生物圏保護区                             | 2011   |
| ラテンアメリカとカリブ海           | エルサルバドル                 | 三国国境友愛生物圏保護区                                                       | 2011   |
| ラテンアメリカとカリブ海           | グアテマラ                     | 三国国境友愛生物圏保護区                                                       | 2011   |
| ラテンアメリカとカリブ海           | ホンジュラス                   | 三国国境友愛生物圏保護区                                                       | 2011   |
| ラテンアメリカとカリブ海           | セントクリストファー・ネイビス | セント・メアリーズ生物圏保護区                                                 | 2011   |
| ラテンアメリカとカリブ海           | メキシコ                       | テワカン・クイカトラン生物圏保護区                                             | 2012   |
| ラテンアメリカとカリブ海           | エクアドル                     | カハス山塊生物圏保護区                                                         | 2013   |
| ラテンアメリカとカリブ海           | アルゼンチン                   | バルデス生物圏保護区                                                           | 2014   |
| ラテンアメリカとカリブ海           | ウルグアイ                     | パンパ生物群系・北の小川生物圏保護区                                           | 2014   |
| ラテンアメリカとカリブ海           | アルゼンチン                   | パタゴニア・アスル生物圏保護区                                                 | 2015   |
| ラテンアメリカとカリブ海           | ホンジュラス                   | レンピラ・カシケ、山々のセニョール生物圏保護区                                 | 2015   |
| ラテンアメリカとカリブ海           | ハイチ                         | ラ・オット生物圏保護区                                                         | 2016   |
| ラテンアメリカとカリブ海           | メキシコ                       | コスメル島生物圏保護区                                                         | 2016   |
| ラテンアメリカとカリブ海           | ペルー                         | グラン・パハテン生物圏保護区                                                   | 2016   |
| ラテンアメリカとカリブ海           | ブラジル                       | サン・パウロ・グリーン・ベルト生物圏保護区                                     | 2017   |
| ラテンアメリカとカリブ海           | コスタリカ                     | サベグレ生物圏保護区                                                           | 2017   |
| ラテンアメリカとカリブ海           | ドミニカ共和国                 | ラ・セイユ＝ハラグア・バオルコ・エンリキージョ生物圏保護区                     | 2017   |
| ラテンアメリカとカリブ海           | ハイチ                         | ラ・セイユ＝ハラグア・バオルコ・エンリキージョ生物圏保護区                     | 2017   |
| ラテンアメリカとカリブ海           | エクアドル                     | 平和の森生物圏保護区                                                           | 2017   |
| ラテンアメリカとカリブ海           | ペルー                         | 平和の森生物圏保護区                                                           | 2017   |
| ラテンアメリカとカリブ海           | ホンジュラス                   | サン・マルコス・デ・コロン生物圏保護区                                         | 2017   |
| ラテンアメリカとカリブ海           | パラグアイ                     | イタイプ生物圏保護区                                                           | 2017   |
| ラテンアメリカとカリブ海           | エクアドル                     | ピチンチャのチョコ・アンデス生物圏保護区                                       | 2018   |
| ラテンアメリカとカリブ海           | ペルー                         | 雲霧林・中央雨林生物圏保護区                                                   | 2020   |
| ラテンアメリカとカリブ海           | トリニダード・トバゴ           | 北東トバゴ生物圏保護区                                                         | 2020   |
| ラテンアメリカとカリブ海           | ペルー                         | アビレリ・ブラエム生物圏保護区                                                 | 2021   |
| ラテンアメリカとカリブ海           | コロンビア                     | トリブガ・クピカ・バウド生物圏保護区                                           | 2023   |
| ラテンアメリカとカリブ海           | ペルー                         | 独立200周年・アヤクーチョ生物圏保護区                                          | 2023   |